# Adrienne de Malleray
Pour les articles homonymes, voir Malleray (homonymie).
 (juillet 2017).
Adrienne de Malleray est une animatrice et journaliste française de télévision, née le 25 août 1981 à Ancenis (Loire-Atlantique).

## Carrière
Après des études à la Sorbonne (2000-2005) où elle décroche un master en analyse économique et suit le DESS de communication politique et sociale, elle devient journaliste. Elle intègre la chaine Direct 8 où elle présente les flash info et les journaux d'information. Elle a présenté également sur la même chaine des magazines comme Nord sud, Kiosque, Direct midi, Ça nous concerne, Enquête inédite, et Quartier général. 
Après le rachat de Direct8 par Canal+ en 2012, elle présente  sur D8 les magazines Au Cœur de l'Enquête et Présumé Innocent.
De 2012 à 2013, elle présente les éditions du week-end du JT de D8. Depuis septembre 2013, elle présente D8 LE JT du lundi au jeudi.
Elle est en congé maternité de mi-septembre 2013 à avril 2014, pour son magazine Au cœur de l'enquête, et de mi-septembre 2013 à juin 2014 pour le JT du SOIR.
Parallèlement à la télévision, Adrienne de Malleray contribue à plusieurs magazines de presse dont l'hebdomadaire féminin Grazia et le trimestriel Milk magazine.
Le 26 mai 2015 , elle intègre l'équipe de Cyril Hanouna sur Europe1 dans l'émission "Les Pieds dans le Plat".
Depuis le lundi 24 août 2015 le JT à 13h20 puis le JT 11h50 depuis le lundi 31 août 2015.
Début mars 2016, elle quitte le JT de C8, d'abord de manière provisoire puis de façon définitive, elle est remplacée par Nidhya Paliakara, malgré tout, Adrienne de Malleray reste sur la chaine et anime de temps à autre Au Cœur de l'Enquête. En mars 2017, on apprend qu'elle devient Directrice des projets et contenus de marque au sein du groupe Canal Plus.